# Eupithecia expallidata
Eupithecia expallidata (conocida en Europa como polilla blanqueada) es una especie de polilla de la familia Geometridae. La especie fue descrita por primera vez por Henry Doubleday habiendo sido descrita en 1857, con distribución en Eurasia. El sintipo de la especie fue descrita en los alrededores de la antigua Sarepta (Krasnoarmeisk), Rusia. La envergadura es de unos 23 milímetros (0,9 plg). Tiene gran parecido con la especie norteamericana Eupithecia absinthiata. La polilla vuela en julio y agosto.

## Descripción
E. expallidata es una polilla pequeña con una envergadura de las alas entre 20 a 28 milímetros (0,8 a 1,1 plg).: 282  El color básico de todas las alas es predominantemente gris claro, a veces ligeramente espolvoreado con marrón violeta. El abdomen muestra un patrón en silla de montar de color marrón oscuro, cuenta con un anillo oscuro y dos líneas laterales negras.
Las orugas adultas son lisas y alargadas. Son de color verdoso mate o amarillento y tienen marcas en forma de galón de color marrón oscuro dirigidas analmente en la espalda. La larva cuenta con patrones claros y variados. Las larvas se alimentan de la herbácea "vara de oro" (Solidago virgaurea).

### Alas

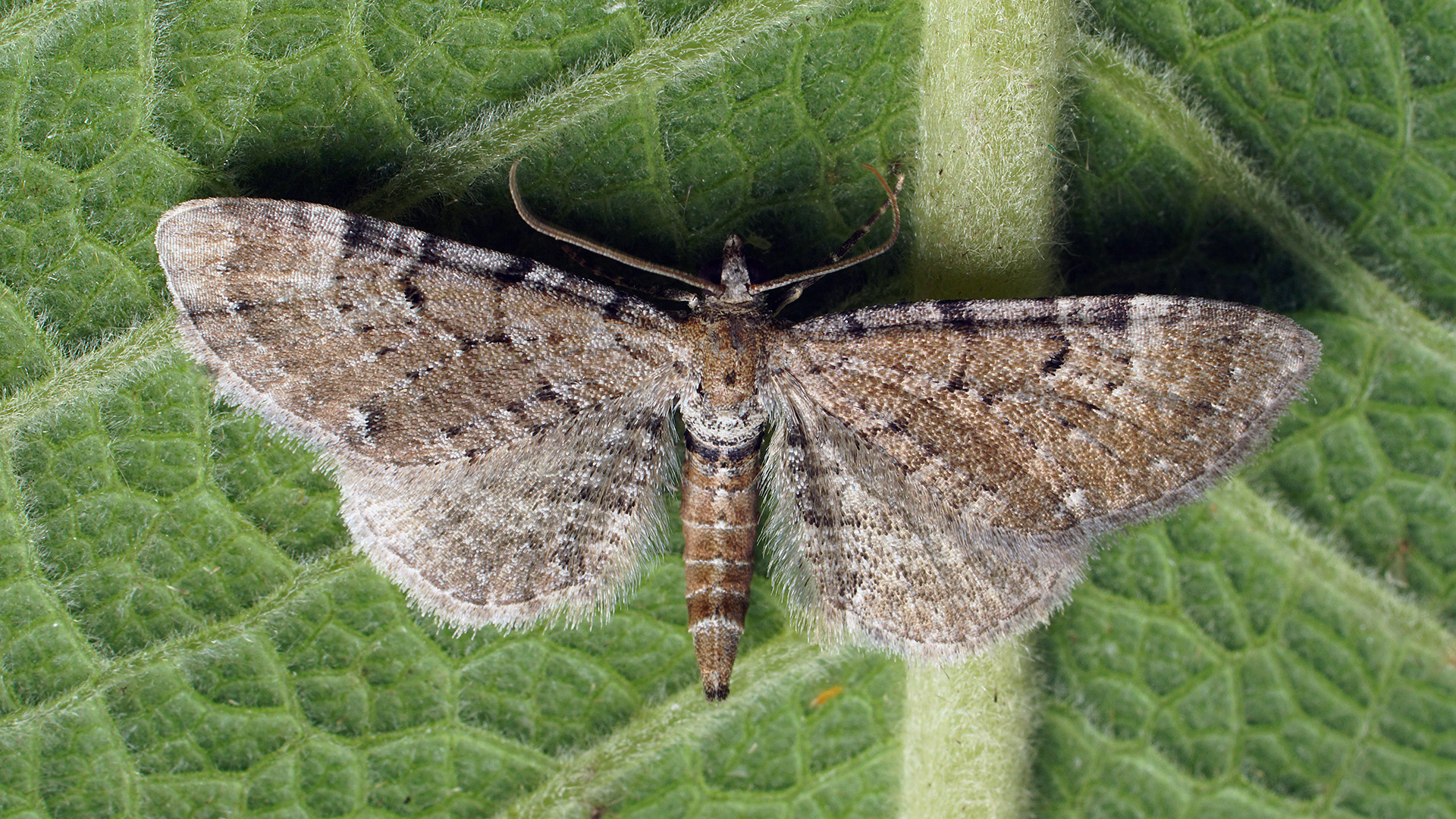
Imagen mostrando las manchas negruzcas en el borde frontal de la superficie superior de las alas anteriores.

Las alas anteriores son anchas, redondeadas y lanceoladas. El color de fondo es gris concha muy pálido, apenas teñido de rojo. Hay algunas manchas negruzcas en el borde frontal de la superficie superior de las alas anteriores y dos manchas costales negras. Destaca de forma más o menos clara una mancha discoide negra alargada. Una fina línea negra discontinua recorre el margen exterior del ala anterior. Cuenta con tres delgadas líneas negras interrumpidas en la costa, 3a es puntiforme y doblada.: Notas 1   Los bordes de las alas están ligeramente moteados. 
Las alas traseras son similares y tienen una pequeña mancha discal. 

## Distribución
El área de distribución de la polilla se extiende desde Europa Occidental hasta Rusia y desde el sur de Fenoscandia hasta las zonas del norte de los países mediterráneos. Sin embargo, la especie sólo se encuentra esporádicamente en determinadas zonas, incluyendo, por ejemplo, el sur de Inglaterra. En el norte de Europa ha sido descrito en Finlandia, Estonia, Letonia, Lituania, Polonia, Alemania, Países Bajos y Gran Bretaña. En los Alpes se eleva a una altitud de 1600 metros (5249,3 pies). Habita principalmente en bosques sombreados, bordes de bosques, claros y parques tupidos.

## Ciclo de vida

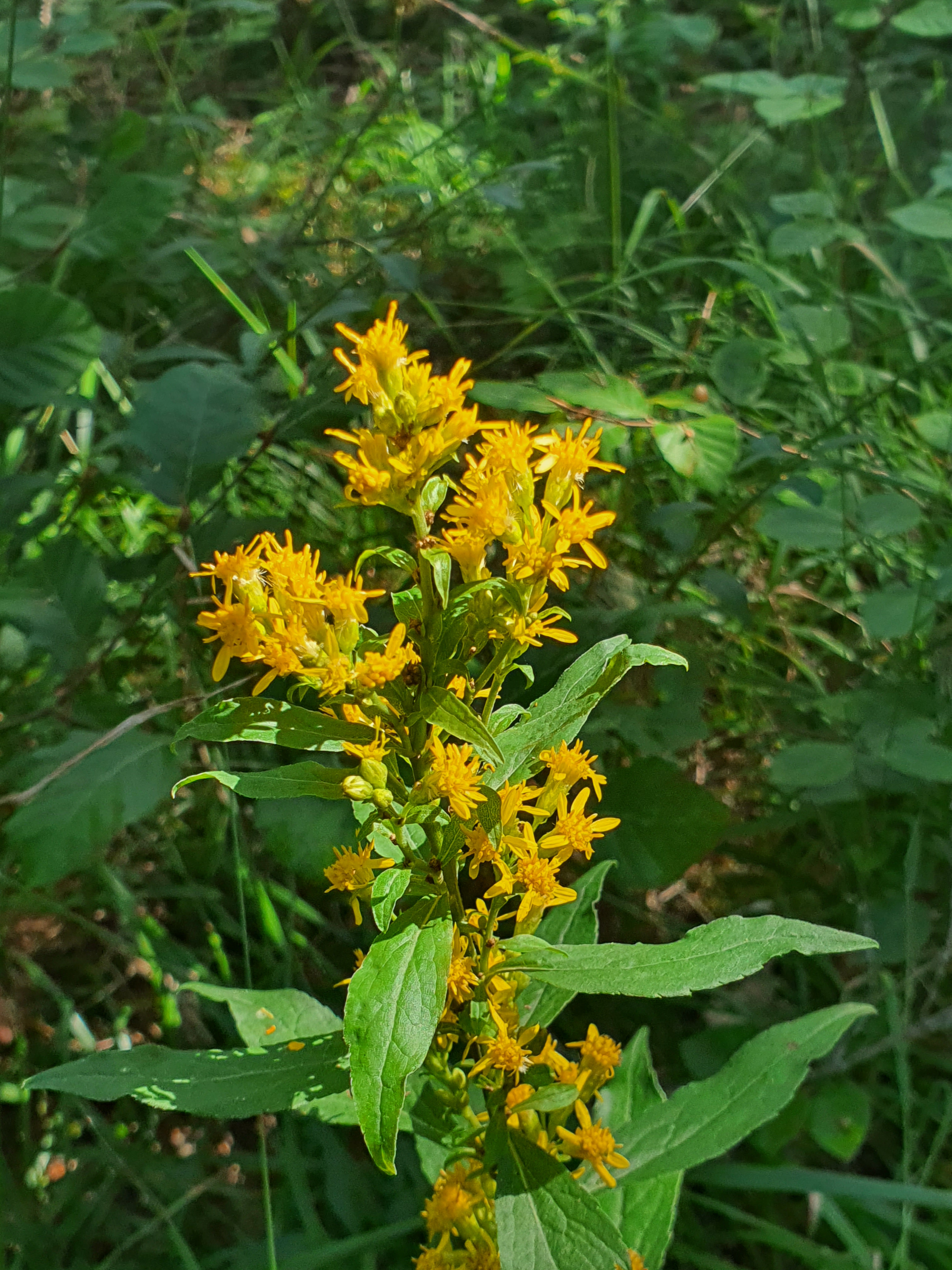
Solidago virgaurea sirve como fuente de alimento para las polillas.

Las mariposas nocturnas alcanzan su momento máximo de vuelo en los meses de julio y agosto. Visitan fuentes de luz artificial. Las flores de la vara de oro canadiense (Solidago canadensis) a veces sirven como fuente de alimento para las mariposas. Las orugas, que viven en septiembre y octubre, se alimentan de las flores y frutos de la semilla molida (Senecio) y de la vara de oro (Solidago), principalmente de la vara de oro común (Solidago virgaurea) y de la hierba cana (Senecio ovatus). Las orugas suelen ser picadas por avispas parásitas de la familia de las Ichneumonidae. La especie hiberna en la etapa de pupa, ocasionalmente dos veces al año.: 280 